# Lisa Lavie
Lisa Lavie (* 6. května 1983) je kanadská zpěvačka. Mezi její oblíbené interprety patřili Mariah Carey a Boyz II Men. Ve svých šestnácti letech koncertovala na různých místech v Kanadě jako doprovodná zpěvačka se skupinou Dubmatique. Následně nahrála svou první demonahrávku a v roce 2008 pak vyšlo její první album nazvané Everything or Nothing. Jako doprovodná zpěvačka vystupovala například s řeckým hudebníkem Yannim a rovněž spolupracovala se skupinou Trans-Siberian Orchestra.